# Elias Judah Durand
Elias Judah Durand (ur. 20 marca 1870 w Canandaigua, zm. 29 października 1922) – amerykański mykolog i botanik. Był jednym z czołowych amerykańskich ekspertów od Discomycetes.

## Życiorys
Otrzymał tytuł licencjata z botaniki i entomologii na Uniwersytecie Cornella w 1893 r. oraz doktorat z botaniki w 1895 r. Po ukończeniu studiów wykładał botanikę i mykologię na tym uniwersytecie. Później przeniósł się na Uniwersytet Missouri, gdzie wykładał jako profesor nadzwyczajny botaniki w latach 1910–1918. W tym czasie Durand został mianowany profesorem botaniki na Uniwersytet Minnesoty i pozostał tam aż do śmierci. W 1889 r. ożenił się z Anną Louise Perry i miał z nią jedno dziecko. Anna Louise zmarła wkrótce po urodzeniu córki. W 1917 r. ożenił się powtórnie.

## Praca naukowa
Durand interesował się głównie grzybami i był autorytetem w dziedzinie Discomycetes. Zebrał 12.087 okazów zielnikowych i 6000 preparatów mikroskopowych grzybów należących do tej grupy. Są one obecnie częścią kolekcji mikologicznej Uniwersytetu Kornella. Opublikował liczne prace z zakresu briologii, a także tekst studencki na temat praktyki laboratoryjnej w zakresie ogólnej botaniki wprowadzającej. Jego prace obejmują „Studia nad północnoamerykańskimi Discomycetes” (1901) i „The Geoglossaceae or Earth Tongues of North America” (1908).
Przy nazwach naukowych utworzonych przez niego taksonów standardowo dodawany jest jego nazwisko E.J. Durand (zobacz: lista skrótów nazwisk botaników i mykologów).